# Paraguarí (departement)

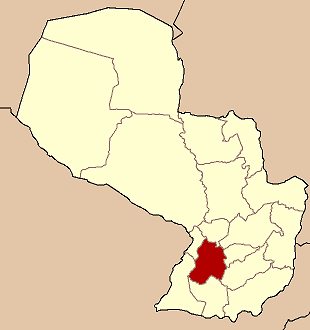
Departementets läge.

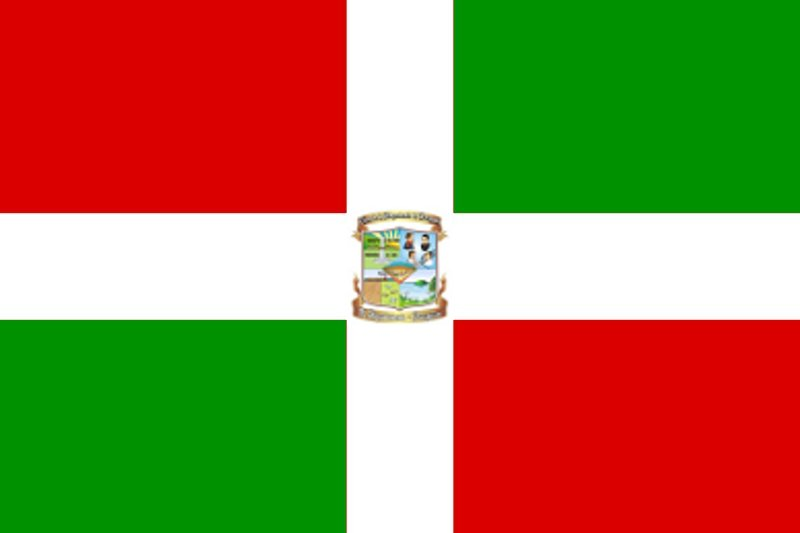
Departementets flagga.

Departementet Paraguarí (Departamento de Paraguarí) är ett av Paraguays 17 departement.

## Geografi
Paraguarí har en yta på cirka 8 705 km² med cirka 225 000 invånare. Befolkningstätheten är 26 invånare/km². Departementet ligger i Región Oriental (Östra regionen).
Huvudorten är Paraguarí med cirka 9 500 invånare.

## Förvaltning
Distriktet förvaltas av en Gobernador och har ordningsnummer 9, ISO 3166-2-koden är "PY-9".
Departementet är underdelad i 17 distritos (distrikt):
- Acahay
- Caapucú
- Carapeguá
- Escobar
- General Bernardino Caballero
- La Colmena
- Mbuyapey
- Paraguarí
- Pirayú
- Quiíndy
- Quyquyhó
- San Roque González de Santa Cruz
- Sapucaí
- Tebicuarymí
- Yaguarón
- Ybycuí
- Ybytimí

Distrikten är sedan underdelade i municipios (kommuner).